# 1854 en mathématiques
Cet article présente les faits marquants de l'année 1854 en mathématiques.

## Événements
- 10 juin : le mathématicien allemand Bernhard Riemann expose une théorie géométrique non euclidienne, la géométrie riemannienne, dans son article Uber die Hypothesen, welche der Geometrie zu Grunde liegen (« Sur les hypothèses qui servent de fondement à la géométrie ») présenté à la Faculté philosophique de Göttingen[1], qui n'est publié qu’en 1868.
- Le mathématicien britannique Arthur Cayley donne la première définition de groupe abstrait dans un article intitulé : Sur la théorie des groupes comme dépendance de l'équation symbolique θn = 1[2]. Il énonce la version originale du théorème de Cayley et produit la première table de Cayley[3].

## Naissances
- 9 janvier : Riccardo De Paolis (mort en 1892), mathématicien italien.
- 31 janvier : David Emmanuel (mort en 1941), mathématicien roumain.
- 28 avril : Hertha Ayrton (morte en 1923), mathématicienne britannique.
- 29 avril : Henri Poincaré (mort en 1912), mathématicien, physicien et philosophe français.
- 18 mai : Hans Carl Friedrich von Mangoldt (mort en 1925), mathématicien allemand.
- 27 juin : Anders Lindstedt (mort en 1939), astronome et mathématicien suédois.
- 30 mai : Constantin Gogu (mort en 1897), mathématicien et astronome roumain.
- 25 juillet : Alfred Barnard Basset (mort en 1930), mathématicien anglais.
- 26 septembre : Percy Alexander MacMahon (mort en 1929), mathématicien britannique.
- 27 novembre : Johan Ludvig Heiberg (mort en 1928), philologue et historien des mathématiques danois.
- 19 décembre : Marcel Brillouin (mort en 1948), mathématicien et physicien français.

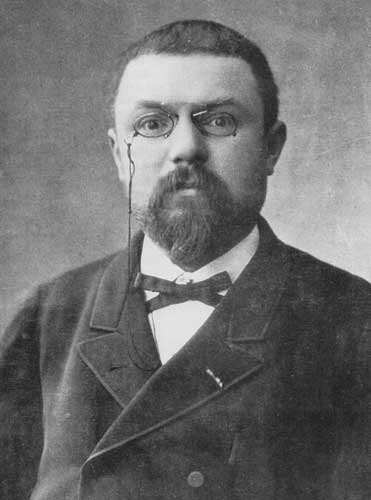
Henri Poincaré

## Décès
- 15 mars : Louis Bourdon (né en 1779), mathématicien français.
- 2 septembre : Pierre Alphonse Laurent (né en 1813), mathématicien français.

### Date précise inconnue ou non renseignée
- - Charles-François-Antoine Leroy (né vers 1780), mathématicien français.